# Cnipodectes
Cnipodectes es un género de aves paseriformes perteneciente a la familia Tyrannidae que agrupa a dos especies originarias de América del Sur y Central, donde se distribuyen desde las tierras bajas del este de Panamá hasta el suroeste de la Amazonia, en el sureste de Perú, noroeste de Bolivia y noroeste de Brasil. A sus miembros se les conoce por el nombre vulgar de mosqueros, y también atrapamoscas o alitorcidos.

## Etimología
El nombre genérico masculino «Cnipodectes» se compone de las palabras del griego «knips, knipos» que significa ‘insecto’, ‘polilla’, y «dēktēs» que significa ‘mordedor’.

## Características
Las aves de este género son tiránidos medianos, midiendo entre 18 y 22 cm de longitud, de pico bastante ancho, y cuya característica principal es que las primarias externas de los machos son rígidas y torcidas, a menudo evidentes en campo, haciendo aparecer el ala como "desprolija". Generalmente solitarios, raramente o nunca se juntan a bandadas mixtas. A menudo estiran lentamente un ala sobre el dorso.

## Lista de especies
Según las clasificaciones del Congreso Ornitológico Internacional (IOC) y Clements Checklist/eBird agrupa a las siguientes especies, con el respectivo nombre popular de acuerdo con la Sociedad Española de Ornitología (SEO):
| Imagen | Nombre científico       | Autor                                | Nombre común   | Estado de conservación | Distribución |
| ------ | ----------------------- | ------------------------------------ | -------------- | ---------------------- | ------------ |
|        | Cnipodectes subbrunneus | (P.L. Sclater, 1860)                 | mosquero pardo | LC                     |              |
|        | Cnipodectes superrufus  | Lane, Servat, Valqui & Lambert, 2007 | mosquero rufo  | VU                     |              |

## Taxonomía
Los amplios estudios genético-moleculares realizados por Tello et al. (2009) descubrieron una cantidad de relaciones novedosas dentro de la familia Tyrannidae que todavía no están reflejados en la mayoría de las clasificaciones. Siguiendo estos estudios, Ohlson et al. (2013) propusieron dividir Tyrannidae en cinco familias, entre las cuales Rhynchocyclidae Berlepsch, 1907 agrupando a diversos géneros entre los cuales Cnipodectes, este, sedis mutabilis  (o sea, con ligera incerteza debido a datos no conclusivos) en una nueva subfamilia Todirostrinae Tello, Moyle, Marchese & Cracraft, 2009, junto a Taeniotriccus, Hemitriccus, Todirostrum, Poecilotriccus, Myiornis, Atalotriccus, Lophotriccus y Oncostoma. El Comité Brasileño de Registros Ornitológicos (CBRO) adopta dicha familia, mientras el Comité de Clasificación de Sudamérica (SACC) aguarda propuestas para analisar los cambios.